# Snoqualmie
Snoqualmie é uma cidade localizada no estado norte-americano de Washington, no Condado de King.

## Demografia
Segundo o censo norte-americano de 2000, a sua população era de 1631 habitantes.
Em 2006, foi estimada uma população de 6862, um aumento de 5231 (320.7%).

## Geografia
De acordo com o United States Census Bureau tem uma área de 13,4 km², dos quais 13,3 km² cobertos por terra e 0,1 km² cobertos por água. Snoqualmie localiza-se a aproximadamente 130 m acima do nível do mar.

## Localidades na vizinhança
O diagrama seguinte representa as localidades num raio de 16 km ao redor de Snoqualmie.